# George Graham (orologiaio)
George Graham (Hethersgill, 1673 – Londra, 16 novembre 1751) è stato un orologiaio e inventore inglese.
Nel 1728, o poco dopo, presta a John Harrison la cospicua somma di 200 sterline per permettergli di condurre il suo lavoro sperimentale sui cronometri da marina.
A Graham è attribuita l'invenzione dello scappamento a cilindro. Ha anche introdotto lo scappamento a riposo, la cui invenzione è da attribuire a Richard Towneley.